# Edie Sedgwick
Edie Sedgwick, född 20 april 1943 i Santa Barbara, Kalifornien, död 16 november 1971 i Santa Barbara, var en amerikansk fotomodell och skådespelerska. Hon var en av Andy Warhols "superstars", och blev "Girl of the Year" i Vogue Magazine 1965.
Sedgwick växte upp i en förmögen familj med åtta barn. Hennes uppväxtmiljö präglades av psykisk instabilitet. Sedgwick själv led av depressioner och behandlades för anorexi 1962. Hon led av anorexi och bulimi även under resten av sitt liv.
1965 kom hon att ingå i Warhols grupp och tillbringade mycket tid i "The Factory", Warhols ateljé i New York. Sedgwick medverkade i flera av Warhols filmer. I filmen Ciao Manhattan (1972, regisserad av John Palmer och David Weisman) spelade hon Susan Superstar, en karaktär löst baserad på henne själv.
Sedgwick var inspirationen till Velvet Undergrounds "Femme Fatale" (enligt Lou Reed själv) samt möjligen Bob Dylan-låtar som "Like A Rolling Stone", "Leopard Skin Pillbox Hat" och "Just Like a Woman". Även Patti Smith skrev en dikt om Sedgwick.
Hon var betydelsefull i New Yorks undergroundscen och skapade många trender, bland annat sin kombination av minkpäls och balettights.
Edie Sedgwick dog av en överdos sömnmedel i kombination med alkohol i november 1971.
En långfilm om Sedgwick och hennes självförbrännande liv, Factory Girl, kom ut 2006. I filmen spelas Sedgwick av Sienna Miller och Andy Warhol av Guy Pearce. Filmen har dock kritiserats hårt av både Dylan och Reed.